# Bradystichus crispatus
Bradystichus crispatus là một loài nhện trong họ Pisauridae.
Loài này thuộc chi Bradystichus. Bradystichus crispatus được Eugène Simon miêu tả năm 1884.